# Spongocel
Spongocel, jama paragastralna – wewnętrzna jama gąbek, zwana paragastralną dla odróżnienia od jamy prajelita tkankowców. 
Spongocel łączy się ze środowiskiem zewnętrznym licznymi porami, którymi woda napływa do wewnątrz, oraz przez oskulum, którędy woda wypływa. W typie askon spongocel wysłany jest choanocytami. W typie sykon ograniczony jest do kanałów promienistych, a w typie leukon występuje tylko w komorach.